# Synagoga w Kropywnyckim
Synagoga w Kropywnyckim (ukr. Кропивницька синагога, Kropywnyćka synahoha; Бейт-Кнесет, Bejt-Kneset) – synagoga położona w mieście Kropywnycki na Ukrainie.
W 1853 roku w miejscu obecnej bóżnicy wybudowano drewnianą świątynię, którą w latach 1895–1897 przekształcono w budynek murowany zaprojektowany przez architekta miejskiego Jelizawietgrodu Aleksandra Liszniewskiego (ur. 1868 w Chersoniu) w stylu mauretańskim. 
W kształcie architektonicznym z przełomu XIX i XX wieku przetrwała do naszych czasów, po 1991 roku znów jest użytkowana przez społeczność żydowską. 